# Mabuya dominicana
Mabuya dominicana là một loài thằn lằn trong họ Scincidae. Loài này được Garman mô tả khoa học đầu tiên năm 1887.